# Steinweg 34 (Quedlinburg)

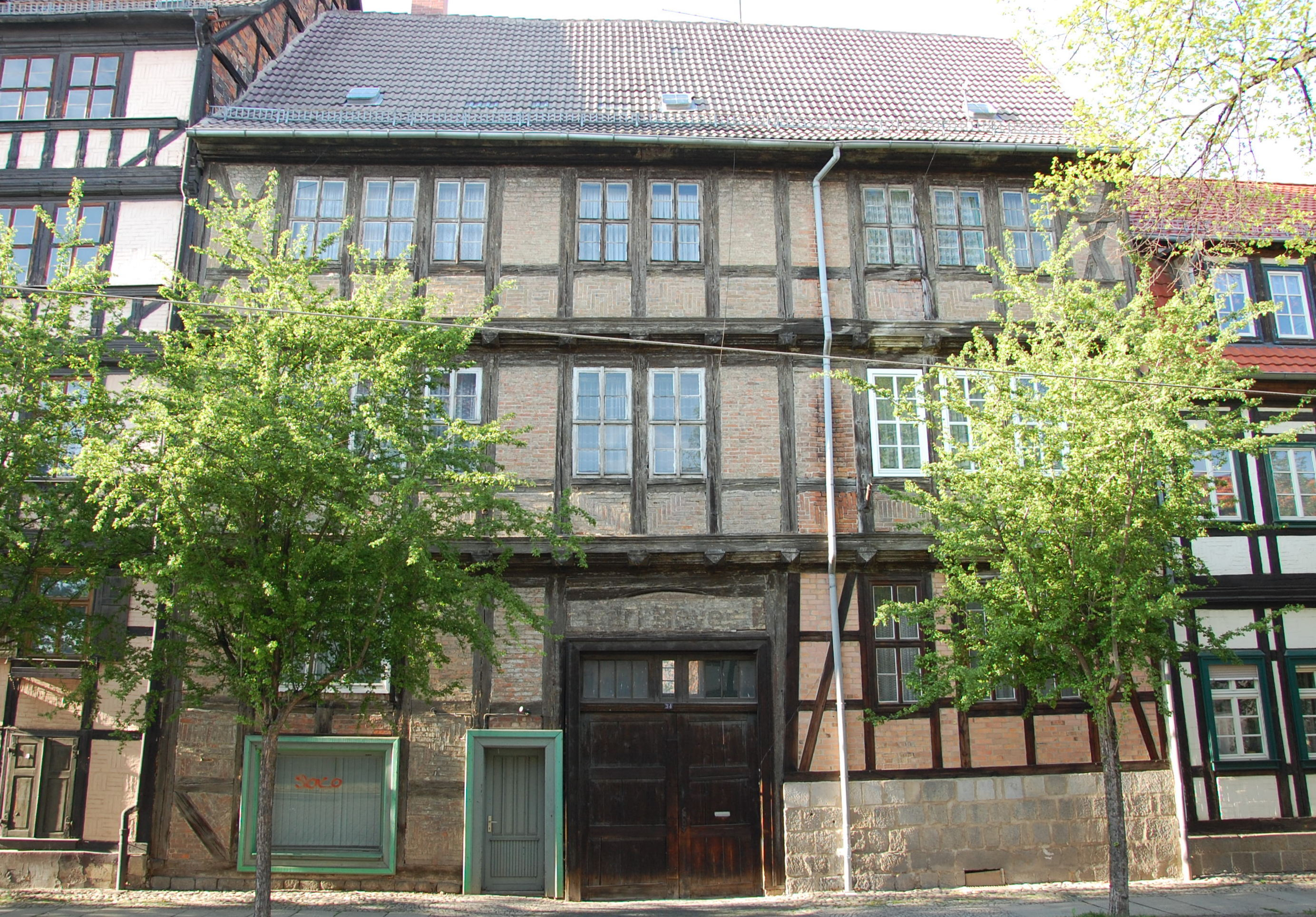
Haus Steinweg 34

Das Haus Steinweg 34 ist ein denkmalgeschütztes Gebäude in der Stadt Quedlinburg in Sachsen-Anhalt.

## Lage
Das im Quedlinburger Denkmalverzeichnis als Wohnhaus eingetragene Gebäude befindet sich in der historischen Neustadt Quedlinburgs auf der Nordseite des Steinwegs und gehört zum UNESCO-Weltkulturerbe. Westlich grenzt das gleichfalls denkmalgeschützte Haus Steinweg 33, östlich das Haus Steinweg 35 an.

## Architektur und Geschichte
Das dreigeschossige Fachwerkhaus entstand im Jahr 1714 in der Zeit des Barock. Die oberen Stockwerke kragen jeweils vor. An der Fachwerkfassade finden sich Pyramidenbalkenköpfe und profilierte Füllhölzer. In den Seitenfeldern sind Andreaskreuze angeordnet. Die Gefache sind mit Zierausmauerungen versehen. Im Gebäude befindet sich eine Tordurchfahrt, die noch Reste der ursprünglichen Durchfahrt aufweist.